# Samuel Piette
Samuel Piette (ur. 12 listopada 1994 w Le Gardeur) – kanadyjski piłkarz z obywatelstwem francuskim grający na pozycji defensywnego pomocnika. Od sezonu 2017 jest zawodnikiem kanadyjskiego klubu Montreal Impact, który występuje w Major League Soccer.

## Kariera klubowa
Swoją karierę piłkarską Piette rozpoczął w akademii piłkarskiej FC Metz. Trenował w nim w juniorach do 2012 roku. W 2012 roku został zawodnikiem Fortuny Düsseldorf. W sezonie 2012/2013 zadebiutował w rezerwach tego klubu w Regionallidze Zachodniej. W sezonie 2013/2014 rozegrał dwa mecze w pierwszym zespole Fortuny.
Latem 2014 Piette przeszedł do Deportivo La Coruña i grał tam w rezerwach. W sezonie 2015/2016 był wypożyczony do Racingu Ferrol. Latem 2016 trafił do CD Izarra.
| Sezon   | Klub                  | Kraj      | Rozgrywki          | Mecze | Bramki |
| ------- | --------------------- | --------- | ------------------ | ----- | ------ |
| 2012/13 | Fortuna Düsseldorf II | Niemcy    | Regionalliga       | 3     | 0      |
| 2013/14 | Fortuna Düsseldorf II | Niemcy    | Regionalliga       | 27    | 0      |
| 2013/14 | Fortuna Düsseldorf    | Niemcy    | 2. Bundesliga      | 2     | 0      |
| 2014/15 | Deportivo La Coruña B | Hiszpania | Tercera División   | 24    | 1      |
| 2015/16 | Racing de Ferrol      | Hiszpania | Segunda División B | 14    | 0      |
| 2014/15 | Deportivo La Coruña B | Hiszpania | Tercera División   | 13    | 1      |
| 2016/17 | CD Izarra             | Hiszpania | Segunda División B |       |        |

## Kariera reprezentacyjna
W reprezentacji Kanady Piette zadebiutował 4 czerwca 2012 roku w zremisowanym 0:0 towarzyskim meczu ze Stanami Zjednoczonymi, rozegranym w Toronto. W 2013 roku został powołany do kadry na Złoty Puchar CONCACAF 2013.